# The Fight for Right (film 1913)
The Fight for Right è un cortometraggio muto del 1913 prodotto dalla Nestor. Il nome del regista non viene riportato nei credit del film che uscì in distribuzione sul mercato USA il 1º gennaio 1913.

## Produzione
Il film fu prodotto dalla Nestor Film Company.

## Distribuzione
Distribuito dall'Universal Film Manufacturing Company, il film - un cortometraggio di una bobina - uscì nelle sale cinematografiche USA il 1º gennaio 1913.